# Batthyány József (főispán)
Németújvári gróf Batthyány József Mária György Ferenc Károly (Lajtaújfalu, 1836. június 25. – Bad Gleichenberg, 1897. augusztus 24.) földbirtokos, politikus, kamarás, Moson és Jász-Nagykun-Szolnok vármegye főispánja, Batthyány-Strattmann László édesapja.

## Élete
A gróf németújvári Batthyány család sarja. Apja gróf németújvári Batthyány József (1770–1851), anyja pedig alsólelóczi és jezerniczei Tarnóczy Antónia (1792–1876) volt. Apai nagyszülei gróf Batthyány József (1737–1806), földbirtokos és gróf illésházi Illésházy Franciska (1740–1817) voltak. Anyai nagyszülei Tarnóczy Károly (1765–1833), császári és királyi kamarás, földbirtokos és benedekfalvi Detrich Rozália (1763–1846) voltak. Az apai nagybátyja németújvári gróf Batthyány Vince (1772–1827), császári és királyi titkos tanácsos, Hont vármegye főispánja, az udvari kamara alelnöke. Az anyai nagybátyja alsó-Lelóczi és jezericzei Tarnóczy Kázmér (1804–1884) politikus, Bars vármegye főispánja.
1836-ban látta meg a napvilágot szülei egyetlen gyermekeként a Moson vármegyei Lajtaújfalun. Magántanulóként végezte a középiskoláit, és már nagyon fiatalon megmutatkozott zenei tehetsége. Fiatal korában több zenei műve is megjelent, melyek előkelő bécsi körökben nagy népszerűségnek örvendtek. 1854-ben elvégezte jogi tanulmányait, majd több nagyobb külföldi utat tett. 1865-ben lett Moson vármegye tiszteletbeli főjegyzője, és e minőségében részt vett a vármegyei gyűléseken is. 1872-ben kinevezték a vármegye főispánjává, és nagy tevékenységet fejtett ki társadalmi téren is. Nagy áldozatkészsget tanusított az 1873-ban kitört kolerajárvány idején. Ugyanebben az évben császári és királyi kamarási címet kapott és kitüntették a Lipót-rend lovagkeresztjével is. Nem sokkal később a főispánságról lemondott, és kizárólag gazdálkodással foglalkozott. 1880-ban Kiss Miklós halálát követően Jász-Nagykun-Szolnok vármegye főispánjává tették meg. Hivatala idején új büntetőtörvény lépett életbe, és ezzel a vármegye tisztségviselőinek teendői megsokasodtak. 1881. március 17-én Kunszentmártonban zendülés tört ki, ugyanis az árvízzel fenyegetett város védőgátjait sürgősen meg kellett erősíteni. Azonban a közmunkában megvalósítani kívánt munkálatok ellen a nép fellázadt, és ezt Batthyány alispánja, Sipos Orbán csak a katonaság bevetésével tudta megfékezni két nappal később. Még ez év novemberében Batthyány lemondott a főispánságról, utódjául Ferenc József király Beniczky Ferencet nevezte ki.

## Családja
Kétszer nősült, elsőként saját másodfokú unokatestvérét, németújvári Batthyány Ludovika grófnőt (1843. szeptember 18.–Bécs, 1882. július 14.) vette el 1861. szeptember 12-én Mariazellben, akinek a szülei gróf németújvári Batthyány Zsigmond (1810–1891), valóságos belső titkos tanácsos, a Főrendiház örökös tagja, nagybirtokos, és gróf németújvári Batthyány Ágnes (1769–1826) voltak. Apai nagyszülei gróf németújvári Batthyány János Nepomuk (1815–1853), nagybirtokos, és báró Maria Anna von Gemmingen (1767–1814) voltak. Az anyai nagyszülei gróf németújvári Batthyány Kristóf (1793–1878), császári és királyi kamarás, és gróf Franziska Xaveria von Gleispach (1794–1854) voltak. Batthyány József gróf és Batthyány Ludovika grófnő frigyéből 10 gyermek született:
- gróf Batthyány Ágnes Antónia (1862–1920); férje: Taxis János gróf (1856–1930)
- gróf Batthyány Antónia Johanna Ludovika Vilma (1864–1919); férje: Pongrácz Frigyes gróf (1850–1932)
- gróf Batthyány Franciska Antónia Karolina Johanna Kornélia Ernesztina (1866–1867)
- gróf Batthyány Vilma Antónia Ludovika Gabriella (1867–1951); férje: Bethlen Alfréd gróf (1854-1947)
- gróf Batthyány József János Károly (1868–1889)
- gróf Batthyány Ludovika Olga Karolina Philippina Antónia (1869–1939); férje: Batthyány Tivadar gróf (1859–1931)
- herceg Batthyány László Antal János Lajos (1870–1931), 1914-től Batthyány-Strattmann, a szegények orvosa; neje: Coreth Mária Terézia grófnő (1874–1951)
- gróf Batthyány Blanka Antónia Karolnia (1871–1946); férje: Pálffy Béla gróf (1858–1924)
- gróf Batthyány János Ádám József (1873–1874)
- gróf Batthyány Erzsébet Antónia Jozefina (1875–1954); férje: Pálffy Sándor gróf (1861–1917)

Unokatestvérével gróf Batthyány Ludovikával azonban 1879 januárjában elváltak, majd Szerep-en 1879. május 21-én májusban a gróf ismét megházasodott, ekkor a 44 éves főnemesi gróf gönczruszkai Kornis családból való gróf gönczruszkai Kornis Antónia (*Mezőtelegd, 1835. november 11.–Felbár, 1917. november 2.) kisasszony lett a neje, de gyermekeik nem születtek. Batthyány József grófné gróf Kornis Antónia szülei gróf gönczruszkai Kornis Károly (1797–1868), és gróf hallerkeöi Haller Anna (1806–1873) csillagkeresztes hölgy voltak.